# Турдыкулова, Урия Алтиковна
Урия (Улбосын) Алтиккызы Турдыкулова (06.08.1911, г. Сарыагаш ныне в Южно-Казахстанской области — 1991, Алматы) — певица, одна из основоположниц национального оперного искусства, народная артистка Казахской ССР (1939).

## Биография
В 1920 году училась в Ташкентском институте просвещения. В 1927 году участвовала в этнографическом концерте, проходившем в Москве. В том же году поступила на отделение вокала Московской консерватории (по классу Мальчука). В 1930 году была приглашена в нынешний Казахский академический театр драмы, где играла роль Фёклы Ивановны в комедии Н. В. Гоголя «Женитьба».
В 1933 году перешла в Казахский академический театр оперы и балета. Создала многогранные, отличающиеся всесторонней глубиной музыкальные образы в операх казахских, русских и зарубежных композиторов: Тенге (музыкальная драма «Айман — Шолпан» И. В. Коцыка), мать, Дурия, Каламкас, Акжунис («Кыз Жибек», «Жалбыр», «Ер Таргын» Е. Г. Брусиловского), служанка («Евгений Онегин» П. И. Чайковского), Кармен (одноимённая опера Ж. Бизе). Турдыкулова как эстрадная певица широко пропагандировала казахские народные песни; исполняла узбекские, туркменские, татарские, русские, украинские песни.
В годы Второй мировой войны выступала с концертами перед бойцами украинского фронта (1942-43).
Награждена орденом «Знак Почёта» (26 мая 1936; за выдающиеся заслуги в деле развития казахского оперного искусства, казахской музыки, песни и танцев).